# Hydrochorema crassicaudatum
Hydrochorema crassicaudatum là một loài Trichoptera thuộc họ Hydrobiosidae. Chúng phân bố ở miền Australasia.